# Rick Karsdorp
Rick Karsdorp (* 11. Februar 1995 in Schoonhoven, heute Gemeinde Krimpenerwaard) ist ein niederländischer Fußballspieler. Der Verteidiger stand zuletzt bei der PSV Eindhoven unter Vertrag und war niederländischer Nationalspieler.

## Karriere

### Verein
Karsdorp spielte bis zum Alter von neun Jahren bei seinem Heimatverein VV Schoonhoven in der gleichnamigen südholländischen Kleinstadt, ehe er in die Nachwuchsabteilung von Feyenoord Rotterdam wechselte. Für die A-Jugend des Vereins kam er als Flügelspieler sowie im Mittelfeld zum Einsatz und wurde mit ihr im Frühjahr 2014 Juniorenmeister sowie -pokalsieger. Im Anschluss rückte Karsdorp in die erste Herrenmannschaft auf und wurde auf die rechte defensive Außenbahn versetzt. Sein Debüt in der Eredivisie erfolgte am 24. August 2014 im Alter von 19 Jahren bei der 1:2-Niederlage im Heimspiel gegen den FC Utrecht. Karsdorp spielte mit Feyenoord neben den heimischen Wettbewerben auch erstmals im Europapokal und stand nebenbei für die Reserve auf dem Feld. In der Saison 2015/16 war er Stammspieler im Defensivverbund Feyenoords, verpasste lediglich fünf Pflichtspiele und gewann mit dem Team den KNVB-Pokal. Zwischen Sommer 2016 und Frühjahr 2017 stand Karsdorp, der weiterhin auf der rechten Außenbahn gesetzt war, mit Rotterdam in der heimischen Liga durchgängig auf dem 1. Tabellenrang, was am Ende den Gewinn seines ersten Landesmeistertitels im Herrenbereich bedeutete. Lediglich die Verfolger Ajax und PSV hatten darüber hinaus noch weniger Gegentore hinnehmen müssen. 
Im Sommer 2017 folgte ein Wechsel in die italienische Serie A zum amtierenden Vizemeister AS Rom, die Ablösesumme soll bei 16 Mio. Euro gelegen haben. Aufgrund eines Kreuzbandrisses war es dem Niederländer jedoch in seiner ersten Spielzeit lediglich einmal möglich, für den Verein aktiv zu werden. Nach seiner Genesung konnte sich Karsdorp aber nicht gegen die Rechtsverteidiger Davide Santon und Kapitän Alessandro Florenzi durchsetzen und blieb Ergänzungsspieler. Folglich kehrte er im Sommer 2019 leihweise zu Feyenoord zurück, wo ihn allerdings zeitweise eine Leistenverletzung ausbremste. Bis zum vorzeitigen Abbruch der Saison aufgrund der COVID-19-Pandemie lief Karsdorp in 24 Spielen für seinen alten Verein auf und konnte zwei Tore sowie fünf Assists beisteuern. In Italien wurde der Spielbetrieb wieder aufgenommen, der Abwehrspieler war jedoch bis zum Saisonende, an dem die Roma sich als Fünfter für die Gruppenphase der Europa League qualifizieren konnte, nicht mehr spielberechtigt.
Im Sommer 2024 wechselte Karsdorp zur PSV Eindhoven und unterzeichnete einen Einjahresvertrag. Nach dessen Ende verließ er den Verein wieder.

### Nationalmannschaft
Am 7. Oktober 2016 bestritt Karsdorp sein erstes Länderspiel für die niederländische A-Nationalmannschaft. Er spielte zuvor bereits für verschiedene niederländische Juniorennationalmannschaften.

## Erfolge
Feyenoord Rotterdam
- Niederländischer A-Junioren-Meister: 2014
- Niederländischer A-Junioren-Pokalsieger: 2014
- Niederländischer Pokalsieger: 2016
- Niederländischer Meister: 2017

AS Rom
- UEFA Europa Conference League: 2022